# Реєстр козаків 1638 року
Реєстр козаків 1638 року — важливий документ в історії українського козацтва, який був складений після придушення козацького повстання. У лютому 1638 року, в місті Трахтемирів, була проведена ревізія реєстру, під час якої кожного козака примушували присягати індивідуально. На той час у реєстрі нарахували 5800 козаків, що свідчило про втрату 1200 осіб з попереднього реєстру, який налічував 7000 козаків. Ці втрати, ймовірно, були наслідком бойових дій, коли козаки воювали на боці обох сторін під час повстання.

## Зміни в реєстрі
Після ревізії було вирішено не вписувати на місце загиблих їхніх синів, що було поширеною практикою того часу, і скоротити реєстр до 6000 козаків. Також було прийнято рішення об'єднати Миргородський полк з Переяславським. Важливим нововведенням стало призначення спеціального комісара, який повинен був мати по сотні драгунів та козаків в особистій охороні. Це означало скасування виборності старшого над реєстровцями та призначення полковників усіх шести реєстрових полків з-поміж поляків. Кожному з них надавалися по дві хоругви для особистої охорони – одна козацька й одна драгунська по 50 чоловіків у кожній. Платня цим воякам була набагато вищою, ніж у реєстровців, і складала 124 та 132 злотих на рік.

## Розташування і фінансування
Квартира комісара знаходилися в Корсуні. При війську було два військові осавули з оплатою по 600 злотих, один осавул у полку (260 злотих), сотник (200 злотих) та сотенний отаман (60 злотих). Козакам було заборонено мешкати в містах і володіти грунтами, за винятком Чигирина, Черкас, Корсуня та інших місць, де їхня присутність була потрібна для захисту від татар.
Для зменшення напливу бажаючих потрапити до реєстру, заборонялося міщанам вступати до реєстру, вписувати своїх синів у козаки та видавати заміж дочок за козаків. Це свідчило про значний приплив до лав козацтва міщан Середнього Подніпров'я, про що можна окремо розглянути при вивченні джерел формування нових реєстрових полків у часи Хмельниччини.

## Структура та організація
Принцип комплектування полків був територіальним: по 10 сотень у кожному з шести реєстрових полків. Це була структура та принципи комплектування й організації реєстровців у 1638 році, за десять років до початку Визвольної війни Богдана Хмельницького. Важливим питанням було фінансове та матеріальне забезпечення реєстровців, їхні мобілізаційні можливості в плані озброєння, спорядження та самозабезпечення під час бойових дій і в мирному житті.
Згідно з наведеними даними про платню за службу, можна зробити висновок, що отриманої грошової чи речової нагороди (сукно) не вистачало на повноцінне забезпечення рядового вояка. Платня була невеликою, виплачувалася нерегулярно і часто затримувалася. Тому розглядати цю статтю доходів реєстровців як основну, що покривала їхні витрати, немає підстав. Рядовий склад отримував значно менше грошей, ніж сотенна чи полкова старшина.

## Наявний відомий список козаків
Основна частина реєстру козаків 1638 року не збереглася. Відомо, що за тогочасною традицією один примірник реєстру мав перебувати в канцелярії коронного гетьмана Речі Посполитої у Варшаві, а другий — у резиденції старшого Війська Запорозького. Однак буремні події середини XVII століття в Україні не сприяли збереженню цього документа, і його актуальність швидко втратилася навіть для варшавських урядовців.
Тому доводиться звертатися до інших джерел, в яких були зафіксовані прізвища козаків, що ввійшли до реєстру 1638 року. Список козацької старшини майже повністю зберігся у щоденнику ченця домініканського ордену Шимона Окольського, який у чині військового капелана супроводжував коронне військо під час каральних експедицій на Подніпров’я у 1637-1638 роках. Згодом щоденник був опублікований у друкарні Замойської академії. Літопис бойових звитяг отримав високу оцінку сучасників, а на могилі автора в Перемишлі були викарбувані слова сердечної любові від польського рицарства. Історична цінність твору зумовила його перевидання через два століття Казимиром Туровським у Кракові.